# Alexander Gleichmann
Alexander Gleichmann von Oven (Amburgo, 15 aprile 1879 – Amburgo, 3 settembre 1969) è stato un canottiere tedesco.
Partecipò ai Giochi della II Olimpiade che si svolsero a Parigi nel 1900. Con la sua squadra, il Germania Ruder Club, prese parte solo alla semifinale di otto come timoniere.